# Alexander Ebner (Politiker)
Alexander Ebner (* 29. September 1821 in Spittal an der Drau; † 28. September 1890 ebenda) war ein österreichischer Politiker.

## Leben
Ebner war der Sohn des Besitzers eines Speditionsbetriebes und einer Apotheke Josef Ebner (* 22. Juli 1785; † 22. Mai 1861) und dessen Ehefrau Franziska geb. Schweitzer (* 14. Juni 1790; † 23. Februar 1859). Er war römisch-katholisch und heiratete am 8. Oktober 1850 Therese Janeschitz (* 14. Dezember 1822; † 16. Dezember 1914). Aus der Ehe gingen keine Kinder hervor.
Ebner besuchte das Gymnasium in Klagenfurt und legte 1845 das Apothekerdiplom an der Universität Wien ab. 1850 wurde er Gesellschafter in den väterlichen Unternehmungen. Er war Besitzer der Güter Poitschach und Radmannsdorf und richtete eine Holzschleiferei in Poitschach bei Feldkirchen ein. Im Jahr 1884 erwarb er die Spittaler Kunstmühle (zusammen mit Johann von Grebmer). Zwischen 1876 und 1890 war er Mitglied der Kärntner Handelskammer. Im Jahr 1861 war er Mitgründer des Spittaler Männergesangsvereins.
Vom 19. November 1866 (Nachwahl nach dem Tod von Serafin von Blumfeld) bis zum 9. August 1883 war er Abgeordneter im Kärntner Landtag. Er gehörte dem Klub Deutschliberale an. Im Landtag war er in der
- I. Wahlperiode Mitglied des Verifikationsausschusses
- II. Wahlperiode Mitglied des Finanz- und des Schulausschusses
- III. Wahlperiode Mitglied des Finanzausschusses
- IV.  Wahlperiode Mitglied des Finanz-, des Schul- und des Irrenhausausschusses
- V. Wahlperiode  Mitglied des Finanz-, des Schul-, des Eisenbahn- und des Irrenhausausschusses